# Satoshi Tsunami
Satoshi Tsunami (都並 敏史 (Tsunami Satoshi?); Setagaya, 14 agosto 1961) è un allenatore di calcio ed ex calciatore giapponese, di ruolo difensore.

## Palmarès

### Nazionale
- Coppa d'Asia: 1

1992